# Nové Zámky
Nové Zámky (en húngaro Érsekújvár, en alemán Neuhäusel, en latín Castrum Novum) es una antigua ciudad húngara, actualmente en el sur de Eslovaquia.

## Historia

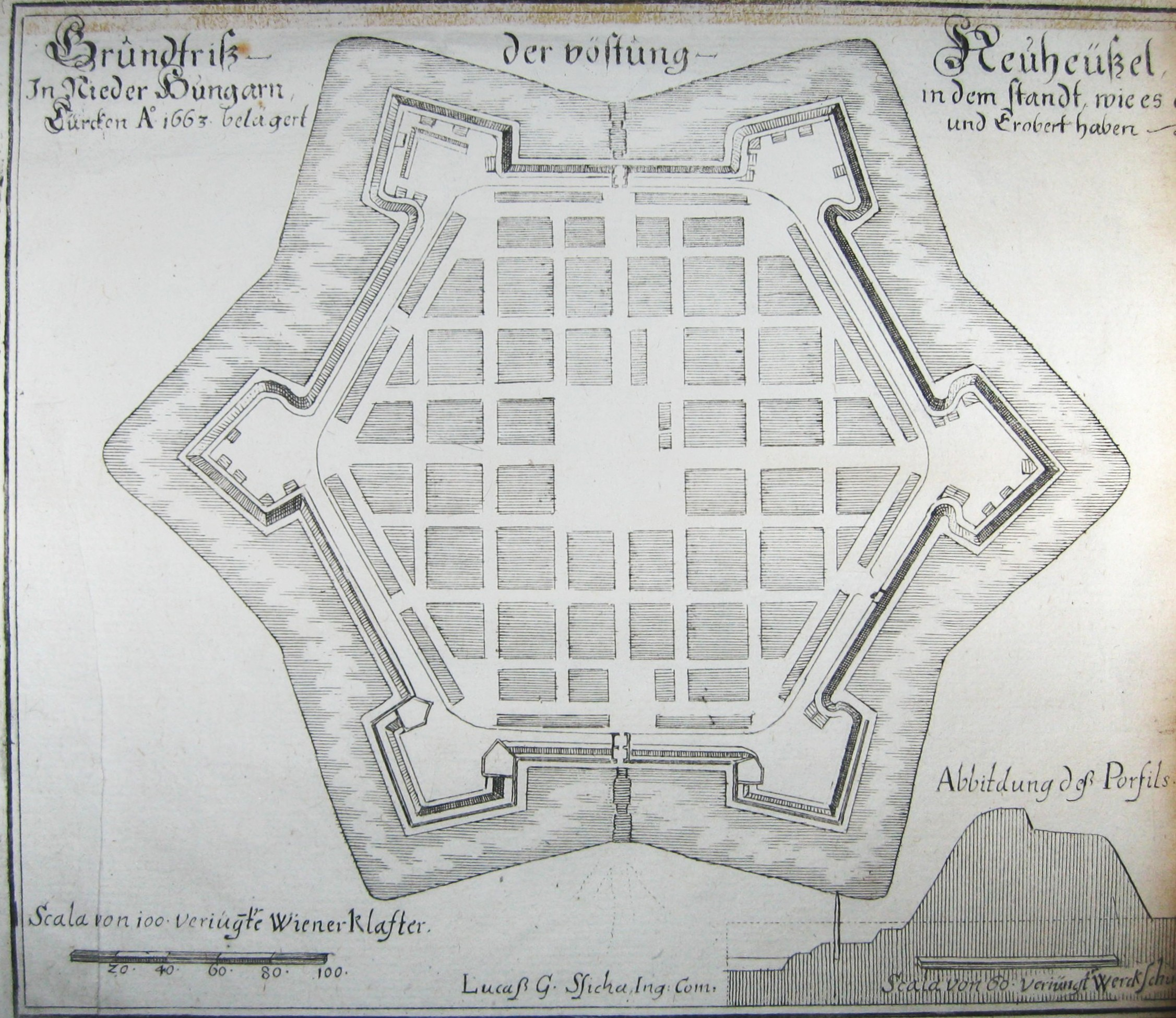
Plano de la ciudad hacia 1680.

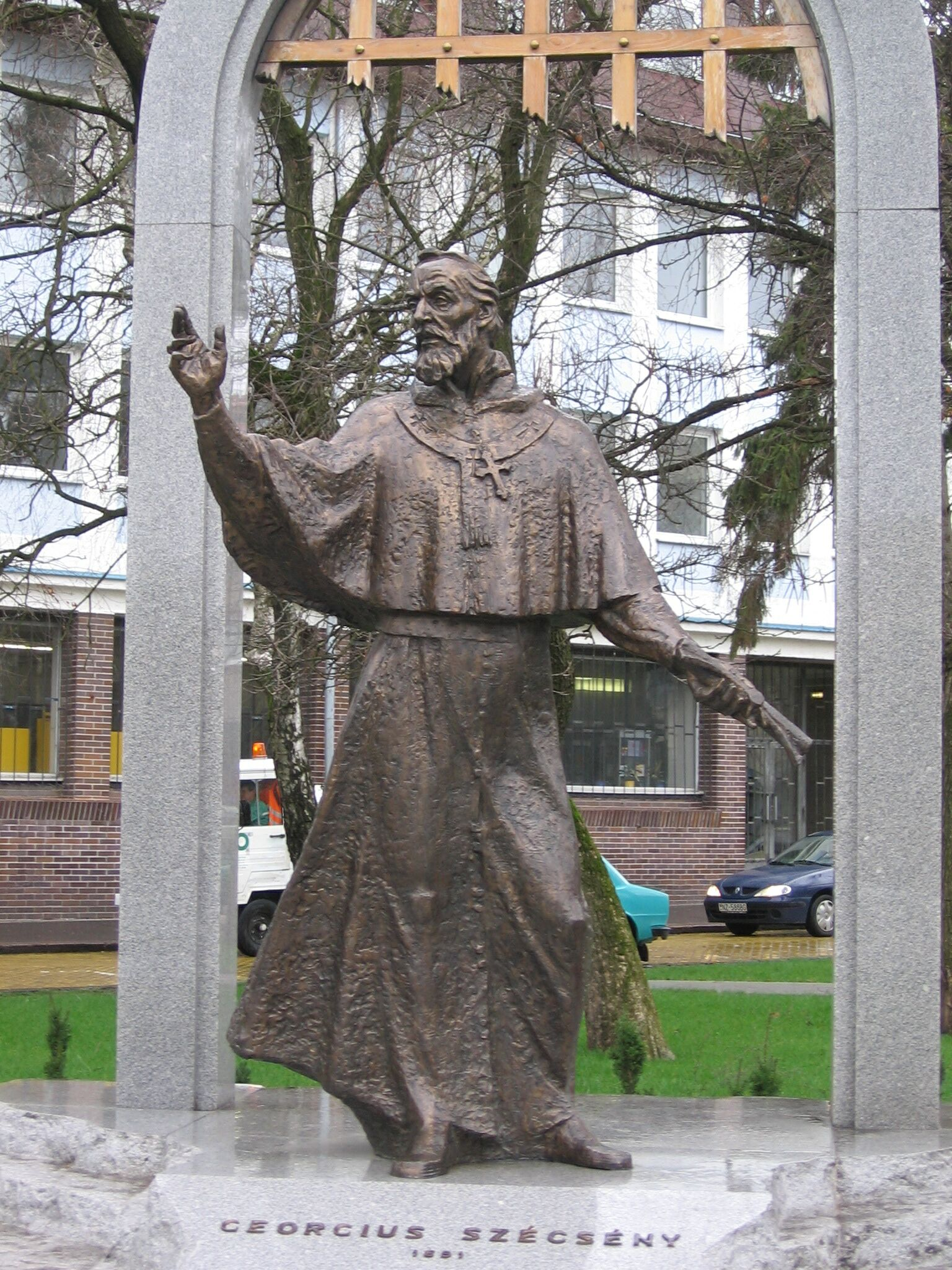
El arzobispo Jorge Széchényi, estatua en la plaza principal de Nové Zámky

La ciudad, conocida entonces como Érsekújvár, fue parte del Reino de Hungría desde mediados del siglo XVI hasta 1918, cuando pasa a la Primera República checoslovaca. Bajo la dirección de los hermanos Ottavio y Giulio Baldigara, empezó a construirse en 1573 la fortaleza que le da el nombre a la ciudad (que traducido al castellano sería "Castillo Nuevo"), cuya finalidad era la defensa contra el Imperio otomano.
El 26 de septiembre de 1663 cayó en manos de los turcos otomanos, que la ocuparon hasta el 19 de agosto de 1685, cuando es recuperada para el Reino de Hungría por Carlos V de Lorena. En 1691 recibirá los privilegios de ciudad de parte del Arzobispo de Esztergom Jorge Széchényi (en húngaro Széchényi György).
Como la ciudad participó durante el siglo XVII en diversos alzamientos contra la dinastía de los Habsburgo, el emperador Carlos VI mandó demoler las fortificaciones entre 1724 y 1725. De todas maneras, el recuerdo de ellas se conserva en el escudo de la ciudad.
Después de la desintegración del Imperio austrohúngaro en 1918, la ciudad pasó a la recién creada Checoslovaquia. Gracias al Primer arbitraje de Viena, entre 1938 y 1945 volvió a ser territorio de Hungría. Lamentablemente en 1944, durante la Segunda Guerra Mundial, la ciudad fue violentamente bombardeada por los Aliados, destruyéndose una parte importante de los edificios. Después de la guerra pasa nuevamente a Checoslovaquia, hasta la división de este país en 1993, siendo parte actualmente de Eslovaquia.

## Demografía
| Año        | 1994   | 2004    | 2014    | 2024    |
| ---------- | ------ | ------- | ------- | ------- |
| Población  | 43 448 | 41 469  | 38 941  | 36 002  |
| Diferencia |        | −4,55 % | −6,09 % | −7,54 % |

| Año        | 2023   | 2024    |
| ---------- | ------ | ------- |
| Población  | 36 410 | 36 002  |
| Diferencia |        | −1,12 % |